# كاميرا فورية

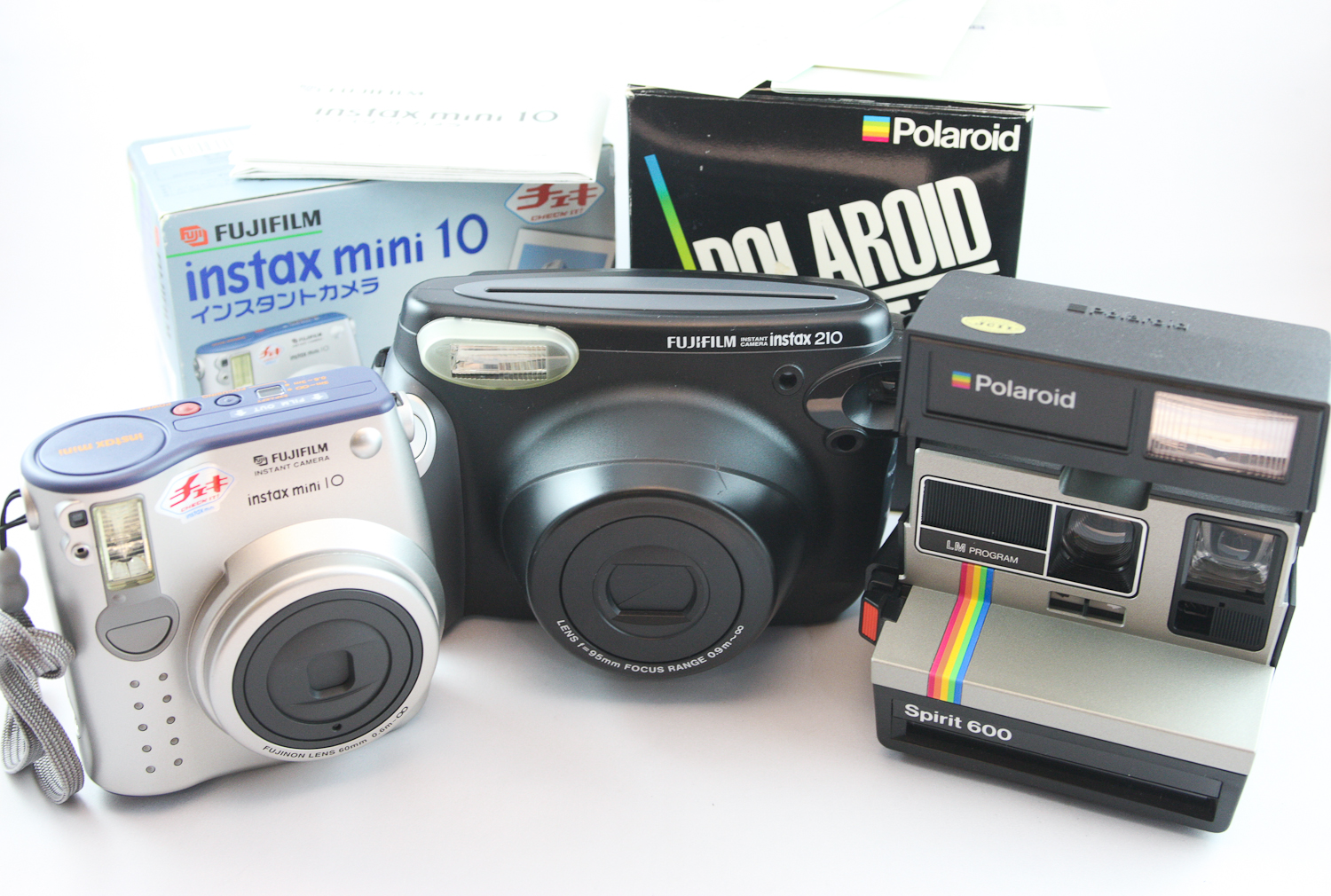
كاميرا بولارويد واثنين من كاميرات فوجي فيلم الفورية مع الفيلم

الكاميرا الفورية هي نوع من الكاميرا التي تستخدم فيلمًا ذاتي التطوير لإنشاء طباعة متطورة كيميائيًا بعد وقت قصير من التقاط الصورة. قامت شركة بولارويد بدور رائد (وحصلت على براءة اختراع) للكاميرات الفورية والأفلام للمستهلكين، وتبعها العديد من الشركات المصنعة الأخرى.
يعود الفضل عمومًا إلى اختراع الكاميرات الفورية القابلة للتطبيق تجاريًا والتي كانت سهلة الاستخدام للعالم الأمريكي إدوين لاند، الذي كشف النقاب عن أول كاميرا فورية تجارية، وهي نموذج من 95 لاند كاميرا، في عام 1948، بعد عام من كشفه عن الفيلم الفوري في مدينة نيويورك. أقدم كاميرا فورية، تتكون من كاميرا وغرفة مظلمة رطبة محمولة في حجرة واحدة، تم اختراعها في عام 1923 من قبل صموئيل شلافروك.